# Gemeentehuis van Ruiselede

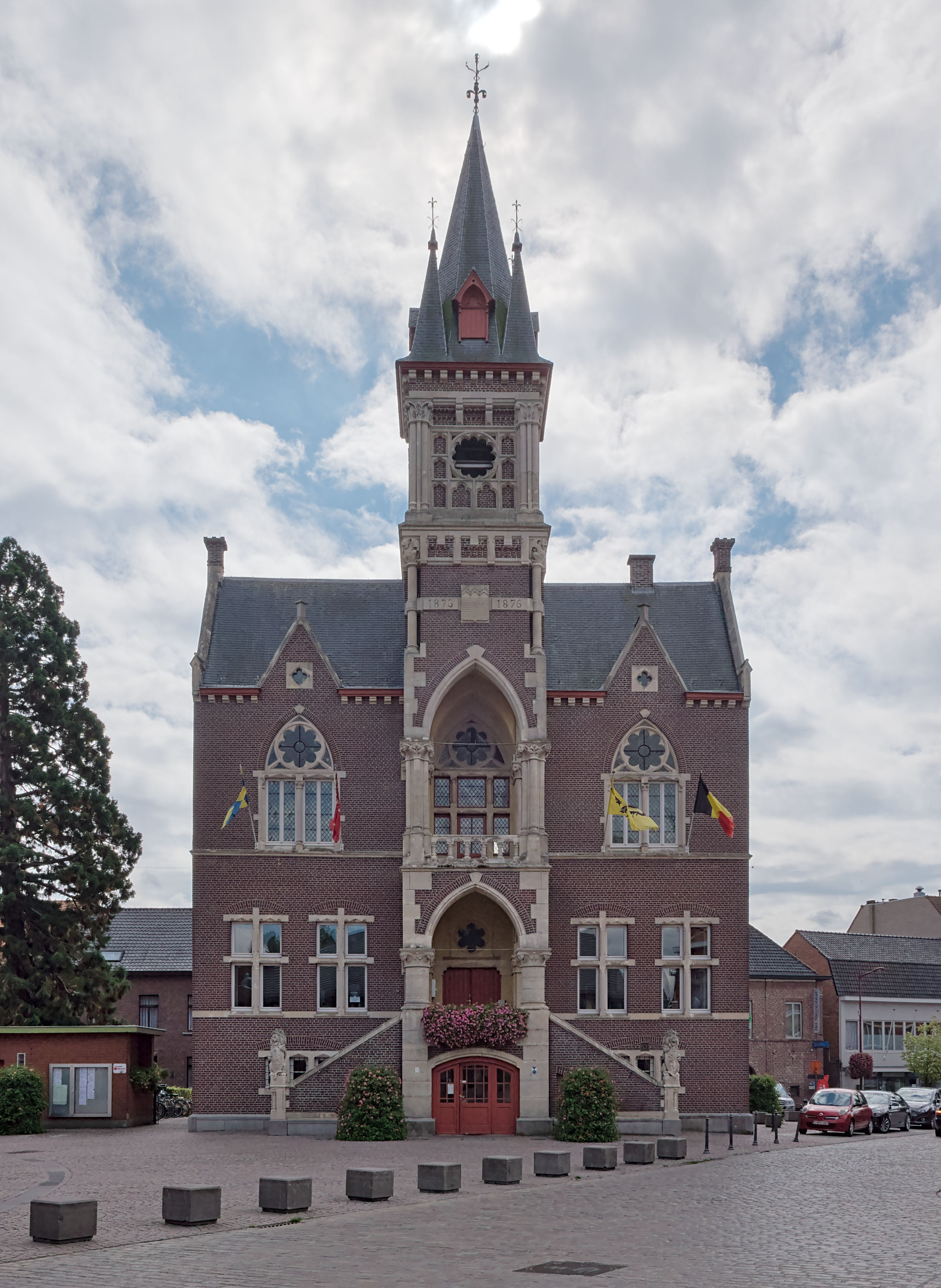
Gemeentehuis Ruiselede

Het gemeentehuis van Ruiselede werd gebouwd in 1876 en is werk van architect Henri de Fernelmont, een Nederlander die op dat moment in Roeselare woonde. Het kan teruggeplaatst worden in de neogotische bouwkunst.

## Geschiedenis
De gemeente Ruiselede (provincie West-Vlaanderen) gaf in 1860 de opdracht aan verschillende architecten om een gemeentehuis te ontwerpen. Dit was geen succes en na ruim een decennium schreef de gemeente voor het ontwerp van het nieuwe gemeentehuis een wedstrijd uit in 1873. De enige inzending kwam van een jonge, Nederlandse architect, nl. Henri de Fernelmont (leerling van J. Schadde). Na een moeizame voorbereiding van de nieuwbouw verliepen de bouwwerken tussen 1874 en 1876 wel vlot. Nauwelijks drie jaar na de toewijzing was het gemeentehuis klaar.
In de loop der jaren kwamen er weinig ingrijpende veranderingen. Na de Tweede Wereldoorlog waren een aantal herstellingen nodig na schade door gevechten tussen Poolse en Duitse troepen.

## Restauratie
In 1995 kreeg de gemeente subsidies van het Vlaamse gewest om restauratiewerk uit te voeren. Het gebouw werd grondig gerestaureerd en de specifieke knipvoeg in de voorgevel werd terug aangebracht.
Opvallend aan het Ruiseleedse gemeentehuis zijn de twee leeuwen die onderaan de trappen staan. De linkse leeuw staat met het schild van West-Vlaanderen tussen de poten. Het is een kopie van de leeuw die erg beschadigd was na de Tweede Wereldoorlog.
De rechtse leeuw is nog het oorspronkelijke beeld door Fernelmont. Hij draagt het wapenschild van België.
Dit 19de-eeuwse gemeentehuis is als voorbeeld van profane neogotiek een beschermd monument sinds 28 juli 1983.

## Varia
- Beneden in het gemeentehuis was er op het einde van de 19de eeuw ook een gevangeniscel en een slagerij.
- De voorgevel van het gemeentehuis toont een volmaakte toepassing van de gulden snede.